# Kirgiz Autonóm Szovjet Szocialista Köztársaság (1920–1925)
A Kirgiz Autonóm Szovjet Szocialista Köztársaság az Oroszországi Szovjet Szövetségi Szocialista Köztársaság egyik autonóm köztársasága volt. Székhelye Orenburg volt.

## Története
A Kirgiz ASZSZK megalakításától az Oroszországi SZSZSZK egyik autonómiájaként 1920. augusztus 26-án döntött az ÖKVB és az OSZSZSZK Népbiztosok Tanácsa.
1924-ben a Dzsetiszuj, a Szirdarjai és a Szamarkandi területek északi részét a Kirgiz ASZSZK-hoz csatolták.
1925 február 19-én a Kirgiz Autonóm Szovjet Szocialista Köztársaság részeként alakult meg a Kara-kalpak autonóm terület. (1930-ban vált ki az akkor már Kazah ASZSZK-nak hívott köztársaságból, 1936 óta pedig Üzbegisztán része.)
1925 júniusában a Kirgiz ASZSZK új elnevezése Kazah ASZSZK lett, a fővárosa pedig Orenburg helyett Kizilorda. Orenburgot és térségét ekkor az Oroszországi SZSZSZK-hoz csatolták.

## Fordítás
Ez a szócikk részben vagy egészben  a(z)   Киргизская Автономная Социалистическая Советская Республика (1920—1925) című orosz Wikipédia-szócikk ezen változatának fordításán alapul.  Az eredeti cikk szerkesztőit annak laptörténete sorolja fel. Ez a jelzés csupán a megfogalmazás eredetét és a szerzői jogokat jelzi, nem szolgál a cikkben szereplő információk forrásmegjelöléseként.